# Venizelismo
Il venizelismo fu uno dei maggiori movimenti politici in Grecia nel corso del XX secolo (dall'inizio fino al 1970).

## Idee fondamentali
Così denominato dal suo principale esponente, Eleutherios Venizelos, le sue caratteristiche-chiave erano:
- Opposizione alla Monarchia.

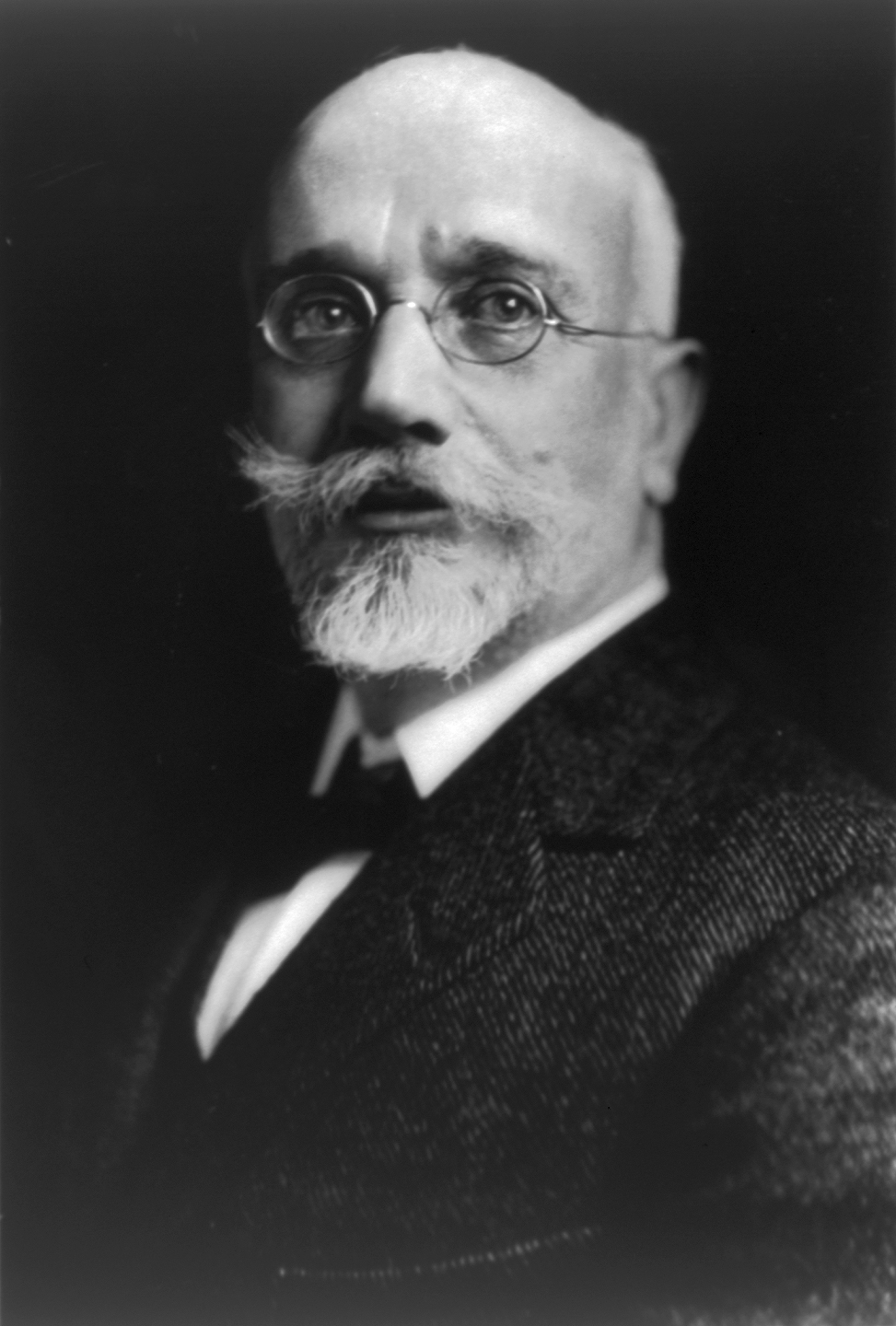
Eleutherios Venizelos.

Nonostante la moderazione di Venizelos riguardo l'istituzione monarchica, la lotta tra venizelisti e filo-monarchici conservatori definì la politica greca durante la maggior parte del XX secolo.
- Alleanza con i paesi democratici occidentali (specialmente con il Regno Unito e con la Terza Repubblica francese) contro la Germania nella prima guerra mondiale e nella seconda, e con gli Stati Uniti d'America durante la guerra fredda. La battaglia contro Costantino I, che voleva entrare nella prima guerra mondiale a fianco della Triplice intesa, fu l'attività più drammatica e, in epoca posteriore, la più celebrata di Venizelos.
- Sostegno alla Megali Idea
L'aggressivo nazionalismo greco che perseguiva l'incorporazione di tutti i territori a popolazione maggioritaria greca, nella Grecia. Fu l'annessione dell'isola di Creta alla Grecia che spinse Venizelos (lui stesso cretese) nell'agone politico greco. Un tentativo di recuperare quello che era stato per secoli il cuore dell'Impero bizantino, cioè Costantinopoli, che sarebbe diventata la nuova capitale al posto di Atene.
- Nazionalismo liberale
I venizelisti sono stati spesso descritti come nazionalisti, sebbene in questa caratteristica essi non differissero molto dai loro oppositori, i conservatori
- Modernizzazione politica, sociale ed economica;
 Politiche di economia mista, economia aperta, con enfasi sul ruolo della diaspora greca.
- Anticomunismo

## Storia

### Partito liberale
Il Partito Liberale Greco di Venizelos governò la Grecia dal 1910 al 1916. Quell'anno, determinato ad entrare in guerra a fianco dell'Intesa, Venizelos si ribellò al re e formò un governo provvisorio al nord. Egli riprese il pieno controllo del paese e lo governò fino al 1920, allorché perse le elezioni.
Dopo un periodo di crisi (compresi due brevi governi militari filo-Venizelos, dopo il colpo di Stato del 1923 di Nikolaos Plastiras) i liberali tornarono al governo dal 1928 fino al 1932.
I venizelisti Sofoklīs Venizelos e Geōrgios Papandreou formarono il nocciolo del governo Greco in esilio durante il periodo di occupazione della Grecia da Parte dell'Asse  (1941–1944), prendendo poi il potere alcune volte negli anni 1950.

### Unione di Centro

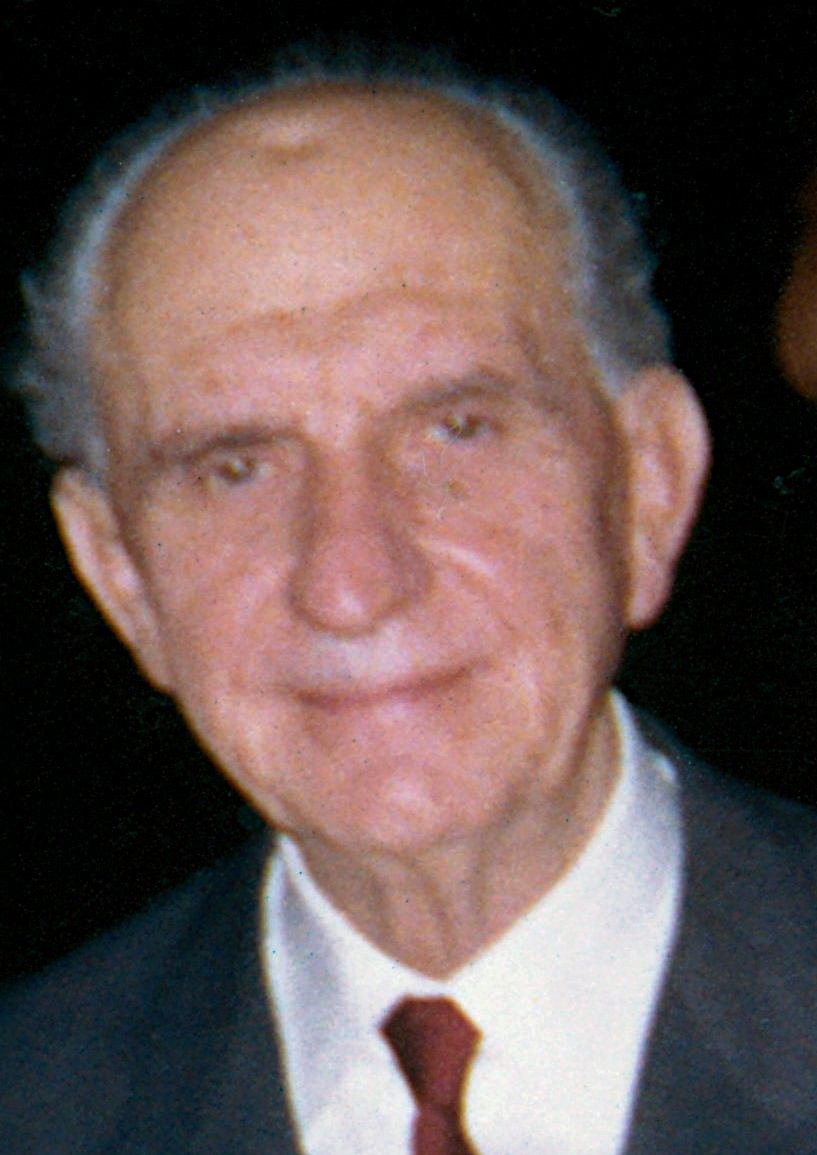
Geōrgios Papandreou, leader dell'Unione di centro.

Geōrgios Papandreou creò il partito dell'Unione di Centro nel 1961, come coalizione di venizelisti e conservatori-progressisti. Nel 1963 il partito salì al potere e lo tenne fino al 1965, quando la sua ala destra uscì dai ranghi, un evento detto "Apostasia del 1965"

### Unione del Centro Democratico
Dopo il regime militare, durato dal 1967 al 1974, i venizelisti formarono il partito dell'Unione di Centro-Nuove Forze, che si trasformò poi in Unione del Centro Democratico. Mentre l'eredità venizelista era ancora popolare, i risultati elettorali furono deludenti per l'abolizione della monarchia, la diluizione dell'appoggio al nazionalismo greco dopo sette anni di dittatura, l'invasione turca di Cipro; l'avvicinamento di Kōnstantinos Karamanlīs al centro aveva offuscato le differenze tra i liberali ed i loro ex avversari conservatori, mentre il Movimento Socialista Panellenico (PASOK) stava guadagnando consensi a sinistra.
Il resistente greco alla dittatura Alexandros Panagulis fu deputato per questo partito dal 1974 al 1976.

## Lascito
Sebbene ancor oggi l'immagine di Venizelos sia molto popolare, il venizelismo non è più una forza importante nella politica greca. Il prestigio di Venizelos, la sua connotazione ideologica repubblicana e le riforme progressiste significano che la corrente principale delle forze politiche s'ispira alla sua eredità politica.
Oggi vi sono pochi movimenti esplicitamente venizelisti in Grecia. Nelle elezioni del 2004 per il Parlamento Europeo, il principale movimento venizelista, l'Unione dei Centristi, ottenne solo lo 0,54% dei voti.
Però tale partito 11 anni dopo, alle elezioni parlamentari del settembre 2015 col 3,4% ha ottenuto nove seggi al Parlamento.
Un tentativo di far rinascere l'originale Partito Liberale di Grecia, assumendone lo stesso nome, fu portato avanti negli anni 1980 dal nipote di Venizelos.

## Antivenizelismo
Contro la politica di Venizelos vi furono personaggi di diverso orientamento politico durante gli anni 1910. Punti in comune di costoro erano la critica alla posizione filo-Triplice Intesa di Venizelos durante la prima guerra mondiale, il disaccordo riguardo alla sua politica circa la Megali idea e i suoi risultati (circa i rapporti con la Turchia e con i greci che si trovavano ancora sotto la sovranità dell'Impero Ottomano) e successivamente lo scambio di popolazioni tra Grecia e Turchia. Altro punto di disaccordo degli antivenizelisti era l'esitazione sulla modernizzazione economica e sociale del Paese.